# دار الفول (الربيع الفوقي)
دار الفول هو دُوَّار يقع بجماعة الربع الفوقي، إقليم تازة، جهة فاس مكناس في المملكة المغربية. ينتمي الدوّار لمشيخة الربيع الفوقي التي تضم 12 دوار. يقدر عدد سكانه بـ 341 نسمة حسب الإحصاء الرسمي للسكان والسكنى لسنة 2004.

## روابط خارجية
- البوابة الوطنية للجماعات الترابية نسخة محفوظة 12 مارس 2018 على موقع واي باك مشين.
- المندوبية السامية للتخطيط